# Lac d'Eğirdir
Le lac d'Eğirdir (en turc : Eğirdir Gölü, autrefois Eğridir) est un lac dont la ville éponyme occupe la rive méridionale. Il est dans la région des lacs, la province d'Isparta en Turquie. 

## Géographie
Le lac d'Eğirdir, comme les autres lacs voisins est un lac endoréique, son eau provenant essentiellement des pluies et de la fonte des neiges reste douce comme celles du lac de Beyşehir. C'est le quatrième lac naturel de Turquie par la taille avec une superficie de 570 km2. 
Le lac est divisé en deux parties par le détroit de Hoyran qui ne fait que 1,5 km de large. La partie méridionale est la plus importante et forme le lac d'Eğirdir à proprement parler; la partie septentrionale s'appelle lac de Hoyran.
Le nombre d'espèces de poisson a diminué depuis que dans les années 1955 on a introduit dans le lac des perches qui ont fait disparaître d'autres espèces. Jusque dans les années 1980, le lac fournissait la plus importante production d'écrevisses de Turquie. Cette pêche produisait un important revenu pour la région. Les écrevisses ont pratiquement disparu depuis. Les deux raisons avancées pour expliquer cette quasi-disparition sont la prédation des perches et une maladie due à des moisissures.
Les rives du lac sont souvent abruptes, mais du côté des plaines de Gelendost et d'Uluborlu les rives sont plutôt plates et comportent des roselières qui sont des milieux écologiquement importants. Près de la station de chemin de fer d'Eğirdir, il y a une plage de sable fin qui permet la baignade en toute sécurité; le lac y est peu profond et on a pied jusqu'à 200 m du bord.
Une autre plage se trouve près de Bedre à 11 km d'Eğirdir sur la rive occidentale du lac.
L'île de Can (Can Ada) et l'île Verte (Yeşil Ada), connue autrefois sous le nom de Nis, prolongent le cap sur lequel est construite la ville. L'île Verte recèle l'église Saint Étienne (en turc : Ayastefanos) lieu saint pour les chrétiens.
La rive nord du lac comporte des hypogées datant de l'époque phrygienne et d'époques antérieures. Dans le lac de Hoyran, l'île de Limenia (Limenia Adası) possède des hypogées qui sont creusées dans ses pentes. L'île est entourée de murs et a abrité un temple d'Artémis puis un monastère dédié à Marie.